# Przegląd Orientalistyczny
Przegląd Orientalistyczny – kwartalnik wydawany przez Polskie Towarzystwo Orientalistyczne w Warszawie, mające siedzibę przy Wydziale Orientalistycznym Uniwersytetu Warszawskiego. Zawiera artykuły, recenzje, przekłady literatury oraz kronikę. Czasopismo wydawane jest w języku polskim (abstrakty i spis treści także po angielsku). Czasopismo powstało na skutek przekształcenia „Myśli Karaimskiej” przez pierwszego redaktora naczelnego prof. Ananiasza Zajączkowskiego oraz przekazanie tytułu Polskiemu Towarzystwu Orientalistycznemu przez Karaimski Związek Religijny w RP.
„Przegląd Orientalistyczny” ukazuje się od 1949 roku. W latach 1949–1952 wydawany był we Wrocławiu jako rocznik, a od 1953 r. w Warszawie jako kwartalnik. Od początku lat 90. – w dwóch podwójnych zeszytach rocznie. Do 2014 roku ukazało się 248 zeszytów. Publikowane są w nim prace głównie polskich orientalistów.

## Redakcja
- Redaktor naczelny – Danuta Stasik
- Komitet redakcyjny: Agata Bareja-Starzyńska, Janusz Danecki, Iwona Kraska-Szlenk, Anna Paulina Lewicka, Mikołaj Melanowicz, Małgorzata Religa, Jacek Woźniak